# Lo sterminatore di topi
Lo sterminatore di topi (Trap Happy) è un film del 1946 diretto da William Hanna e Joseph Barbera. È il venticinquesimo cortometraggio animato della serie Tom & Jerry, prodotto dalla Metro-Goldwyn-Mayer e uscito negli Stati Uniti il 29 giugno 1946.

## Trama
Tom è stanco di venire sempre superato e umiliato da Jerry, e decide di cercare nelle pagine gialle una società di disinfestazione. Chiama quindi gli sterminatori di topi Ajax fingendosi Mammy Due Scarpe. Immediatamente arriva uno sterminatore, che si rivela essere Butch, il quale utilizza i propri attrezzi per catturare Jerry. Mentre lo tiene fermo per ucciderlo con un'ascia, però, Jerry fugge scambiandosi con la coda di Tom. Butch tenta diverse volte di uccidere Jerry con l'aiuto di Tom, il quale però si rivela più spesso un ostacolo. I tentativi dei due gatti finiscono addirittura per distruggere parte dei muri di casa. Alla fine, dopo l'ennesimo fallimento a suo danno causato da Tom, Butch si converte in sterminatore di gatti. Il protagonista quindi scappa sfondando la finestra, mentre Butch lo prende a fucilate.